# Петър Цанков
 Тази статия е за музикант.  За българският генерал вижте Петър Цанков (офицер).  
Петър Асенов Цанков е български композитор, музикант и певец.

## Биография
Роден през 1943 г. в София. Понастоящем живее в София, България и продължава да композира театрална и филмова музика. Той е един от основателите на първата рок-група в България през 1965 г. Бъндараците. По-късно през 1967 г. Петър Цанков и Кирил Маричков се отделят и заедно с Веселин Кисьов и Петър Гюзелев основават Щурците. Името на рок-бандата е свързано с една от техните песни, текстът на която гласи „Ние пеем и през зимата при все че се наричаме Щурци“. През 1971 г. комунистическото правителство забранява групата. Когато през 1974 г. „Щурците“ се събират отново, Петър Цанков вече работи като преподавател ударни инструменти в Естрадния факултет на Българската държавна консерватория, (днес Национална музикална академия) и Националната академия за театрално и филмово изкуство (в класовете на проф. Атанас Илков и проф.Филип Филипов (режисьор)). Той предлага да бъде заместен от Георги Марков.
Като преподавател Петър Цанков издава единствената за времето си и неостаряваща методика за ударни инструменти, която и до днес е считана за най-добрия учебник.
Започва да композира още докато е студент в Консерваторията под влиянието на великия български композитор Панчо Владигеров. През 1970 г. завършва Инструменталния факултет на Българската държавна консерватория в класа на проф. Добри Палиев, степен Магистър, Специалност ударни инструменти. 1988 г. завършва курс „Анализ на съвременната музика“ под ръководството на Оливие Месиен в Авиньон, Франция. 1988 г. е председател на „Куклено изкуство“ към Съюза на българските артисти, заместник – председател на Българския център на УНИМА (от 1986 г.) и председател на Interma център в София (от 1990 г.). Бил е преподавател в Уорк-шоп за режисьори и член на жури в Международен куклено-театрален фестивал за възрастни „Пиеро“ (ДКТ Стара Загора). През периода 1981 – 1992 г. работи като щатен композитор в ЦКТ София. 1987 г. е преподавател в семинарите на Лятната музикална академия за театър в Екс-ан-Прованс и Авиньон, Франция (1986 – 88 г.) на тема „Музиката в съвременния театър“ под ръководството на Жорж Апергиз (1986 – 1987) и Оливие Месиен (1988). 1970 – 1984 е преподавател ударни инструменти в Естрадния факултет на Българската държавна консерватория и Националната академия за театрално и филмово изкуство /в класовете на проф. Атанас Илков и проф. Филип Филипов/. 1965 – 1980 – барабанист в Българското Национално радио – Биг-бенда на Вили Казасян и ФСБ. 1972 – 1973 – член на вокален състав „Студио В“ , създаден от Вили Казасян през 1972 г.
От 1969 г. Цанков е автор на музиката към над 380 театрални и куклени пиеси в България и чужбина. Носител е на национални награди за театрална музика на национални фестивали на кукленото изкуство и международните фестивали "Златният делфин” във Варна, Puppets в Плевен, „Ян Бибиян“ в Силистра, Полша, Латвия, Чехия и Хърватия. През 2009 г. е отличен с най-високата награда за театрално изкуство в България „ИКАР“ за цялостен принос към кукления театър и за музиката към спектакъла „Малката русалка“ Сред куклените спектакли с негова музика са постановките:
„Къде отиваш конче“ по Рада Москова , в която режисьор е неговата сестра Емилия Цанкова (завършила първия випуск за куклено-театрални режисьори и носител на международни награди от чужбина), сценография Томяна Томова и дебют като сценограф за Рада Цанкова, „Лунната стая“ и „Бяла приказка“ по Валери Петров, „Честна мускетарска“ , „Светлосиният Петър“, „Бурята“ по Шекспир , „Драконът с теменужено сините очи“, „Малкият принц“ по Антоан дьо Сент-Екзюпери, „Малката русалка“ по Ханс Кристиан Андерсен, „Пинокио – забранено за възрастни“ и много други.

## Мюзикъли
- „Смешки страшни, страшни смешки за герои без опашки“ по Недялко Йорданов, (Младежки театър)
- „Шестте пингвинчета“ по Борис Априлов (Младежки театър)
- „Дон Кихот“ 1989 г., (Държавен куклен театър в Пловдив)
- „Няма да платим!“ по Дарио Фо (1986, Драматичен театър Кърджали)
- „Симфонична пиеса“ по Шарл Перо /ЦКТ София/

Автор е на филмова музика за филмова продукция на САЩ Огън над Афганистан.
1970 г. завършва Инструменталния факултет на Българската Държавна Консерватория в класа на проф. Добри Палиев, степен Магистър, Специалност ударни инструменти.
1988 г. завършва курс „Анализ на съвременната музика“ под ръководството на Оливие Месиен в Авиньон, Франция.
1988 г. Председател „Куклено изкуство“ към Съюза на българските артисти, заместник – председател на Българския център на УНИМА (от 1986 г.) и председател на Interma център в София (от 1990 г.). Бил е преподавател в Уорк-шоп за режисьори и член на жури в Международен фестивал „Пиеро“ (ДКТ Стара Загора).
През периода 1981 – 1992 г. работи като щатен композитор в ЦКТ София.
1987 г. Преподавател в семинарите на Лятната музикална академия за театър в Екс-ан-Прованс и Авиньон, Франция (1986 – 88 г.) на тема „Музиката в съвременния театър“ под ръководството на Жорж Апергиз (1986 – 1987) и Оливие Месиен (1988).
1970 – 1984 Преподавател ударни инструменти в Естрадния факултет на Българската Държавна Консерватория и Националната Театрална и Филмова Академия /в класовете на проф. Атанас Илков и проф. Филип Филипов/.
1965 – 1980 Барабанист в Българското Национално радио – Биг-бенда на Вили Казасян
и ФСБ.
1965 – 1970 Барабанист /основател/ на Бъндараците, Щурците.
1972 – 73 член на вокален състав „Студио В“ създаден от Вили Казасян през 1972 г.
1946 -1960 Флейтист
1960 – 1964 саксофонист